# Justo del Mar
Justo del Mar fue un médico y político peruano. 
Fue miembro de la Convención Nacional del Perú (1855) por la provincia de Canas entre 1855 y 1857 que, durante el segundo gobierno de Ramón Castilla, elaboró la Constitución de 1856, la sexta que rigió en el país. Junto con los diputados José Luis Quiñones, Venancio Galdós, Ubaldo Arana y Zenón Cuba, formó parte de la comisión que dispuso la publicación póstuma de las obras de Maríano Paz Soldán y su distribución a las escuelas de todo el país.
Fue también miembro del Congreso Constituyente de 1860 por la provincia de Anta entre julio y noviembre de 1860 durante el tercer gobierno de Ramón Castilla. Este congreso elaboró la Constitución de 1860, la séptima que rigió en el país y la que más tiempo ha estado vigente pues duró, con algunos intervalos, hasta 1920, es decir, sesenta años. Luego de expedida la constitución, el congreso se mantuvo como congreso ordinario hasta 1863 y fue elegido nuevamente en 1864.